# Oscar (rapper)
Oscar, pseudonimo di Ștefan Căpraru (Bucarest, 16 agosto 2002), è un rapper rumeno.

## Biografia
Inizia la sua carriera nel 2014, all'età di 12 anni, partecipando al programma televisivo Next Star e classificandosi al terzo posto. In seguito, nel 2016, partecipa all'edizione rumena di X Factor, affermandosi nella scena rap rumena nonostante la giovane età. Dopo aver pubblicato gli EP Ștefan e Ștefan 2, il 29 ottobre 2020 esce il suo primo album in studio, dal titolo Apă, che vede la partecipazione di diversi rapper rumeni tra cui Ian, Nane e Deliric. Il 27 dicembre dello stesso anno è la volta del secondo album Ștefan III.
L'11 agosto 2022 esce il terzo album, dal titolo Înapoi la viață, seguito nel 2024 da Ștefan IV, con collaborazioni di rapper come Killa Fonic, Candiboii e Aerozen.

## Discografia

### Album in studio
- 2020 – Apă
- 2020 – Ștefan III
- 2022 – Înapoi la viață
- 2024 – Ștefan IV

### EP
- 2017 – Ștefan
- 2018 – Ștefan 2
- 2020 – Sin City (con Amuly)